# Joop Langhorst
Johan Martinus Joop Langhorst (Rotterdam, 21 juni 1943 – Groningen, 9 oktober 2013) was een Nederlands voetballer die als verdediger speelde.
Langhorst begon in de jeugd bij Sparta waar hij ook drie jaar in het eerste team speelde. In 1969 ging hij naar SVV en vervolgens speelde hij nog voor Xerxes. Langhorst verhuisde naar Sneek, waar hij nog voor IJ.V.C. en LSC 1890 uitkwam.

## Erelijst
- KNVB beker: 1966 (met Sparta)
- Eerste divisie: 1969 (met SVV)
- Zondag Eerste klasse: 1972 (Xerxes)
- Districtsbeker West II: 1973 (Xerxes)
- Zaterdag vierde klasse: 1974 (IJ.V.C)
- Zondag derde klasse: 1980 (LSC 1890)